# Ángel Orelién
Ángel Gabriel Orelién González (Panama, 2 aprile 2001) è un calciatore panamense, difensore dello Sreenidi Deccan e della nazionale panamense.

## Carriera

### Club
Tra il 2016 ed il 2019 ha realizzato 2 reti in 38 presenze nella prima divisione panamense.
Nella stagione 2023-2024 ha realizzato 2 reti in 16 presenze nella seconda divisione francese con la maglia del Dunkerque.

### Nazionale
Ha debuttato con la nazionale maggiore panamense a soli 17 anni, 10 giorni e 5 mesi il 12 settembre 2018 nella sfida amichevole persa per 2-0 con il Venezuela.
Nel 2019 ha partecipato ai Mondiali Under-20.